# 平成カンカン娘
平成カンカン娘（へいせいかんかんむすめ）は、茨城放送で1999年度から2002年度のナイターオフ期に放送された期間限定番組である。制作は茨城放送プロモーションで、水戸アナウンススクールの学生をメインに放送された番組である。

## 放送時間
- 第1期　1999年10月～2000年3月　毎週日曜19：00～20：00

司会は相川由春が担当（一部コーナーのみ）。出演者は基本的に女子学生がメインであった。
- 第2期　2000年10月～2001年3月　毎週日曜20：00～20：30

リスナーから復活の要望が多かったのか、第2期が制作。司会は週替わりでアナウンススクールの女子学生が担当。その他3名の学生が出演。このシーズンから男子学生もほぼ毎週出演するようになった。
- 第3期　2001年10月～2002年3月　毎週日曜19：30～20：00

このシーズンより固定司会者が誕生。
- 第4期　2002年10月～2003年3月　毎週日曜19：30～20：00

第3期とほぼ同じ。
| スタブアイコン | サブスタブ | この項目は、まだ閲覧者の調べものの参照としては役立たない、ラジオ番組に関連した書きかけの項目です。この項目を加筆・訂正などしてくださる協力者を求めています（P:ラジオ/PJ:放送番組）。 |